# Ain Sokhna
Ain Sokhna, in arabo العين السخنة‎?, al-ʿAyn as-Sukhna,  lett. "l'occhio caldo", è una località turistica egiziana situata sulla costa occidentale del Golfo di Suez.